# Selenistis laurentica
Selenistis laurentica är en fjärilsart som beskrevs av Pierre E.L. Viette 1969. Selenistis laurentica ingår i släktet Selenistis och familjen nattflyn. Inga underarter finns listade i Catalogue of Life.